# Naoki Matsuda
Naoki Matsuda (14. marts 1977 – 4. august 2011) var en japansk fodboldspiller, der var central forsvarsspiller og opnåede 40 landskampe for Japans fodboldlandshold. Han spillede blandt andet på holdet til VM i fodbold 2002 i Japan og Korea.

## Karriere
Matsuda spillede i hovedparten af sin karriere i Yokohama F. Marinos, hvor han opnåede 385 ligakampe i en femtenårig periode og var med til at sikre holdet tre nationale titler i J. League.
Han fik sin landsholdsdebut i 2000 og var det følgende år med til Confederations Cup 2001. Japan nåede med Matsuda i startopstillingen finalen, som dog blev tabt til Frankrig 0-1. Under VM i fodbold det følgende år var han igen fast mand i startopstillingen for sit hold, der denne gang blev elimineret i ottendedelsfinalen med 0-1 til Tyrkiet. Den tredje store turnering, han spillede, var OL 1996, hvor Japan ikke kvalificerede sig videre fra gruppespillet trods to sejre.
I 2011 skiftede han efter næsten tyve år i Yokohama til Matsumoto Yamaga FC. Her nåede han 15 kampe, inden han 2. august samme år kollapsede med hjertestop under opvarmningen til træningen i sin klub. To dage senere døde han som følge af hjertestoppet.

## Japans fodboldlandshold
| Japans landshold | Japans landshold | Japans landshold |
| År               | Kmp              | Mål              |
| ---------------- | ---------------- | ---------------- |
| 2000             | 14               | 0                |
| 2001             | 10               | 0                |
| 2002             | 12               | 0                |
| 2003             | 0                | 0                |
| 2004             | 3                | 0                |
| 2005             | 1                | 1                |
| Total            | 40               | 1                |